# Condado de Ellis (Oklahoma)
O Condado de Ellis é um dos 77 condados do estado americano do Oklahoma. A sede do condado é Arnett, que é também a sua maior cidade.
O condado tem uma área de 3190 km² (dos quais 7 km² estão cobertos por água), uma população de 4075 habitantes, e uma densidade populacional de 1,3 hab/km² (segundo o censo nacional de 2000). O condado foi fundado em 1907 e recebeu o seu nome em homenagem Albert H. Ellis, vice-presidente da convenção constitucional do Oklahoma, ou a Abraham H. Ellis.